# Río Guadarramilla
El río Guadarramilla es un río del sur de la península ibérica perteneciente a la cuenca hidrográfica del Guadiana, que discurre por el norte de la provincia de Córdoba (España).

## Curso
El río Guadarramilla nace a los pies de la loma de la Era Grande, en el término municipal de Pozoblanco. Discurre en sentido sur-norte a lo largo de unos 33 km a través de los términos de Añora, Alcaracejos, Dos Torres y El Viso, donde desemboca en el río Guadamatilla. 